# Philodromus halophilus
Philodromus halophilus es una especie de araña cangrejo del género Philodromus, familia Philodromidae. Fue descrita científicamente por Levy en 1977.